# 佛罗伦萨的圣若望圣殿

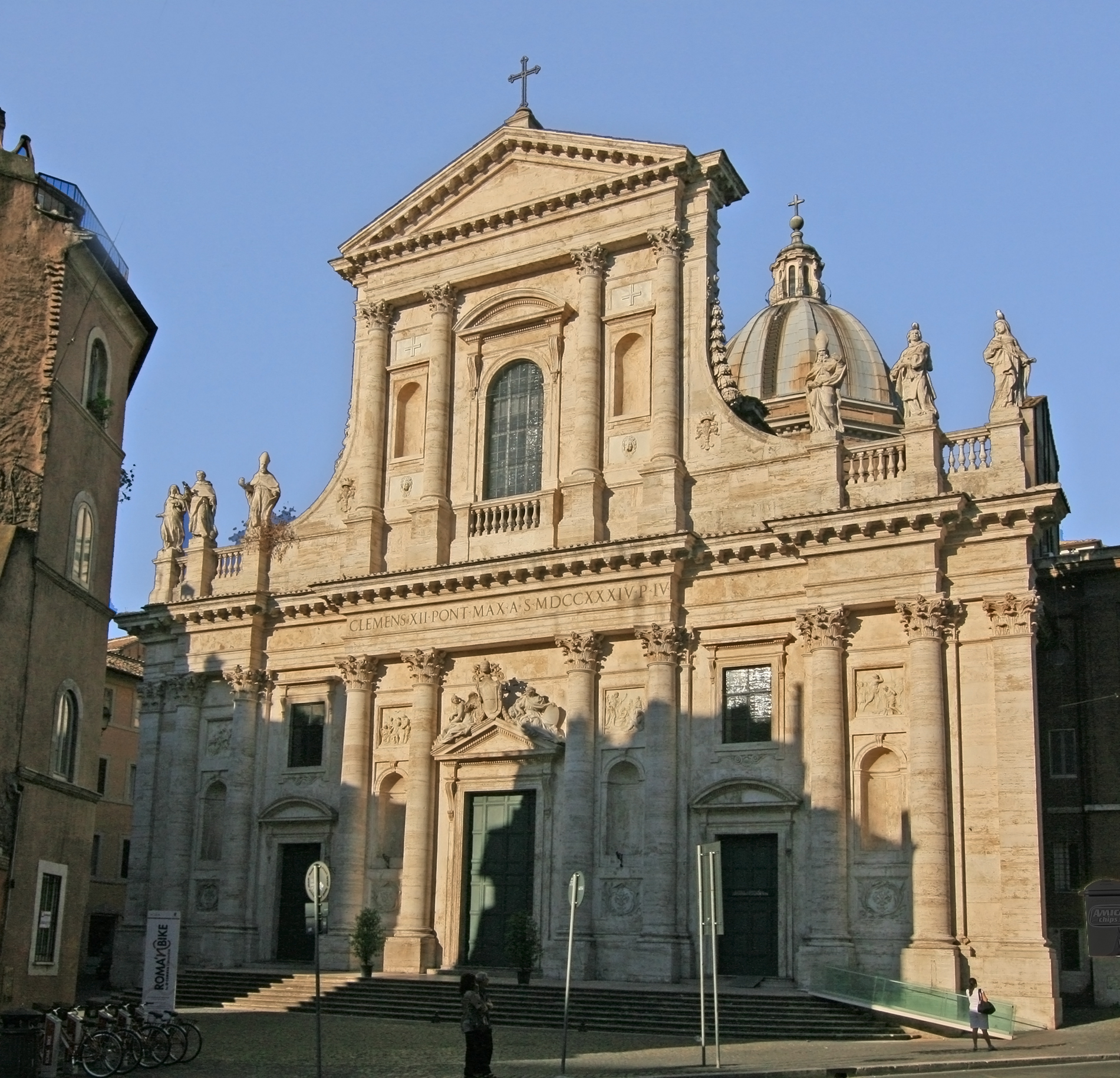
正立面

41°53′59″N 12°27′54″E / 41.899697°N 12.465022°E
佛罗伦萨的圣若望圣殿（義大利語：San Giovanni dei Fiorentini）是一座罗马天主教聖堂，為宗座聖殿及司鐸級樞機領銜聖堂，属于在罗马的佛罗伦萨人社团。这座聖堂供奉的是佛罗伦萨的主保圣人圣若翰洗者，始建于16世纪，完成于18世纪初。这座聖堂位于罗马的 Ponte 区，正立面临朱利亚街，这条街道是在1508年由儒略二世发起，由建筑师伯拉孟特开辟，笔直地穿过圣天使桥附近杂乱无章的街区，台伯河的对面就是圣天使城堡和圣伯多禄大殿。

## 历史
1518年，儒略二世的继任者，佛罗伦萨人利奥十世为兴建新聖堂发起一场建筑竞赛。